# Antonio de Mier y Celis
Antonio de Mier y Celis (Ciudad de México, 3 de octubre de 1834 - París, Francia, 13 de diciembre de 1899) fue un diplomático, aristócrata, banquero y empresario mexicano.

## Biografía
Antonio de Mier y Terán y Celis fue hijo de Mariana de Celis y Dosal y de Gregorio de Mier y Terán, hombre de empresas y de letras. En 1868, contrae matrimonio con Isabel Pesado, hija del político mexicano José Joaquín Pesado.[cita requerida]
Por herencia recibe una cuantiosa fortuna, que lo llevará a embarcarse en distintas empresas. Algunos estudiosos lo consideran uno de los hombres más ricos en México durante el Porfiriato. La Secretaría de Fomento contrató, en octubre de 1881, a Antonio de Mier y Celis, autorizándolo a que organizara una compañía para la Canalización y Desagüe de la Ciudad y del Valle de México.
En 1881 se asocia con algunos inversionistas franceses para fundar el Banco Nacional Mexicano. En 1884, dicho banco se fusionó con el Banco Mercantil Mexicano para crear el Banco Nacional de México. Mier y Celis fue su primer presidente y adquirió como sede de la institución el Palacio de los Condes de San Mateo de Valparaiso, realizado por Francisco Antonio de Guerrero y Torres, en la calle del Espíritu Santo n.º 6. Se lo compró a la señora Dolores Sanz de Lavié. Pío IX le concedió el título de Duque de Mier.[cita requerida]
El 29 de octubre de 1894 fue designado por el Gobierno de Porfirio Díaz como enviado extraordinario y ministro plenipotenciario ante el gobierno de Marie François Sadi Carnot, donde presentó sus credenciales el 24 de noviembre de 1894, hasta su fallecimiento acaecido en el desempeño de su cargo. Fue delegado de México a la Primera Conferencia de Paz de La Haya en 1899.
Su viuda, Isabel Pesado de Mier y Terán, que fallece en París el 31 de enero de 1912, había donado a la Biblioteca Nacional de México la biblioteca de Antonio de Mier y Terán y Celis. Consta de 7526 volúmenes, que en buena parte pertenecieron a su padre el licenciado don Gregorio de Mier y Terán, sobre historia, derecho, ciencias naturales, religión y literatura. Susana, hermana de Isabel, fue tatarabuela de Rafael Tovar y de Teresa, primer secretario de Cultura de México.[cita requerida]
Es un ancestro colateral de la Casa de Grimaldi.[cita requerida]
| Predecesor: Ramón Fernández                     | Enviado de México ante Francia 1894 - 1899 | Sucesor: Gustavo Adolfo Baz (Encargado de negocios) |
| Predecesor: Jesús Zenil (Encargado de negocios) | Enviado de México ante Bélgica 1894 - 1896 | Sucesor: Jesús Zenil (ministro residente)           |

| Predecesor: Primer Presidente | Presidente del Banco Nacional de México 1884 - 1899 | Sucesor: Rafael Ortiz de la Huerta |